# 켈리낮도마뱀붙이
켈리낮도마뱀붙이(Phelsuma kely)는 마다가스카르 동해안, 타마타브 남쪽에 분포하는 주행성 도마뱀붙이류의 일종이다. 보통 용혈수에 서식하며, 대개 곤충과 꽃꿀을 먹는다.
이 종에 대해서는 알려진 바가 거의 없고, 오로지 한 곳에서만 발견된다. 2004년에 최초로 기술되었다. IUCN은 이 종을 등재하기를 거절했고, "이 종의 분포, 개체수 현황, 위협에 대해 아무런 정보가 없다"고 했다.

## 형태
켈리낮은 꼬리까지 7.1 cm에 달하여 낮도마뱀붙이속 중 제일 작다. 몸은 다채로운 색깔을 띄며, 기분에 따라 달라진다. 활동적일 때는 몸은 기본적으로 회백색 바탕에 등에는 검은색 무늬가 있다. 하지만 몸의 색깔은 검은색으로 바뀔 수도 있다. 등의 검은 줄무늬는 눈에서 꼬리까지 이어진다. 밑부분은 회백색이다.

## 분포
이 종은 마다가스카르 중부 동해안의 타마타브 남쪽의 암피타베호(:en:Lac Ampitabe) 주변 구역에 분포한다.
켈리낮은 용혈수에서 살아가며, 자이프낮도마뱀붙이, 점박이낮도마뱀붙이, 줄낮도마뱀붙이, 올리브낮도마뱀붙이, 공작낮도마뱀붙이, 마다가스카르낮도마뱀붙이, 큰낮도마뱀붙이, 금가루낮도마뱀붙이, 체케낮도마뱀붙이(:en:Cheke's day gecko)와 같이 서식한다. 이 종들은 동소적(en:Sympatry), 부분적으로는 동지적(en:Syntopy)적으로 살아간다. 3월에는 서식지의 낮 기온은 27 °C에 이르며, 밤에는 23 °C까지 떨어진다. 습도는 80-90 %에 달한다.

## 습성
켈리낮은 다양한 곤충 따위의 무척추동물을 잡아먹는다. 부드럽고 달콤한 과육, 꽃가루, 꽃꿀도 좋아한다.
이 종은 굉장히 겁이 많다.
사육 시에는 암컷은 크기가 7 x 6 mm에 달하는 알을 쌓으로 낳는다. 온도가 낮에 28 °C, 밤에 22 °C일 때, 알은 대략 60 일 후에 부화한다. 신생아는 꼬리까지 25-28 mm에 달한다.

## 사육
켈리낮은 상업적으로 거래되어왔으며, 때때로 땅딸이도마뱀붙이속으로 잘못 식별되었다. 밀렵이 개체수에 영향을 주는지는 밝혀지지 않았다.
켈리낮은 식물이 무성한 큰 테라리움에서 쌍으로 키워야 한다. 기온은 낮에는 28 °C, 밤에는 20 °C, 습도는 80-90%를 유지하여야 한다. 사육 시에는 귀뚜라미, 벌집나방(en:Waxworm), 초파리, 밀웜, 집파리 따위를 먹일 수 있다.